# Hop-Frog
Hop-Frog è un racconto scritto da Edgar Allan Poe. Fu pubblicato per la prima volta il 17 marzo del 1849 (l'anno della sua morte), sul settimanale bostoniano The Flag of Our Union.

## Trama
In un luogo e tempo imprecisato, Hop-Frog è il buffone di corte di un re; nano e zoppo, era stato strappato al suo lontano Paese per essere inviato in dono al sovrano insieme all'amica Trippetta, abile e graziosa ballerina, anch'essa nana. Il soprannome Hop-Frog ne motteggia la buffa andatura a saltelli dovuta alla penosa deficienza dei suoi arti inferiori; per contro, Hop-Frog ha una prodigiosa forza in quelli superiori, il che lo rende eccezionale quando si tratta di arrampicarsi.
Un giorno il re organizza un grande ballo in maschera e, a corto di idee sui travestimenti, fa convocare Hop-Frog. Dopo aver costretto il buffone a ubriacarsi, il tiranno si spazientisce perché il nano non gli fornisce alcun suggerimento; non appena Trippetta interviene per proteggere l'amico, per tutta risposta il re le scaraventa in faccia il contenuto di un bicchiere di vino. Hop-Frog, dissimulando la sua rabbia, appare improvvisamente ispirato e propone allora al sovrano e ai suoi sette ministri di vestirsi tutti da orangotango: essendo all'epoca tale primate praticamente ignoto in quella parte di mondo, i convitati li avrebbero scambiati per animali veri e ne sarebbero stati spaventati a morte.

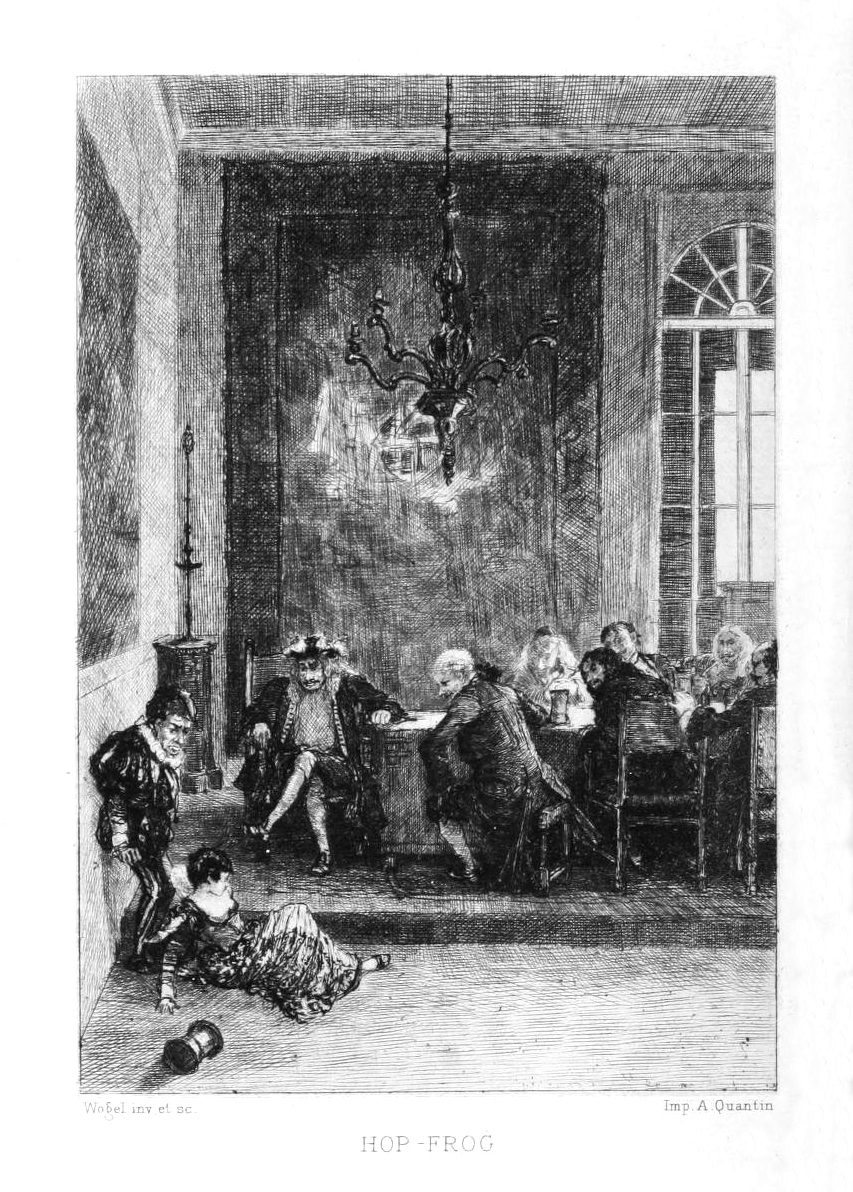
L'oltraggio del re a Trippetta

Il re accoglie la proposta con entusiasmo e Hop-Frog, dopo averlo camuffato insieme ai suoi ministri con un travestimento costituito da calzamaglie aderenti, catrame e lino, li lega assieme con una catena per rendere l'effetto ancora più verosimile. L'allestimento della sala è affidato a Trippetta, coadiuvata dall'amico.
A mezzanotte i finti orangotango irrompono sulla scena suscitando grande trambusto e terrore, mentre il re gongola per il successo riscosso dall'abile trovata. Improvvisamente però, mentre gli invitati iniziano a comprendere che si tratta di uno scherzo, con sorpresa generale gli otto uomini, che Hop-Frog aveva legato a un grande lampadario, vengono trascinati verso l'alto avvinghiati dalle catene. Sfruttando la sua nota destrezza nell'arrampicarsi, Hop-Frog li raggiunge in cima al lampadario e, dopo aver rivelato in preda al furore i suoi scopi di vendetta per lo sgarbo a Trippetta, dà fuoco al re e ai sette ministri con una torcia.

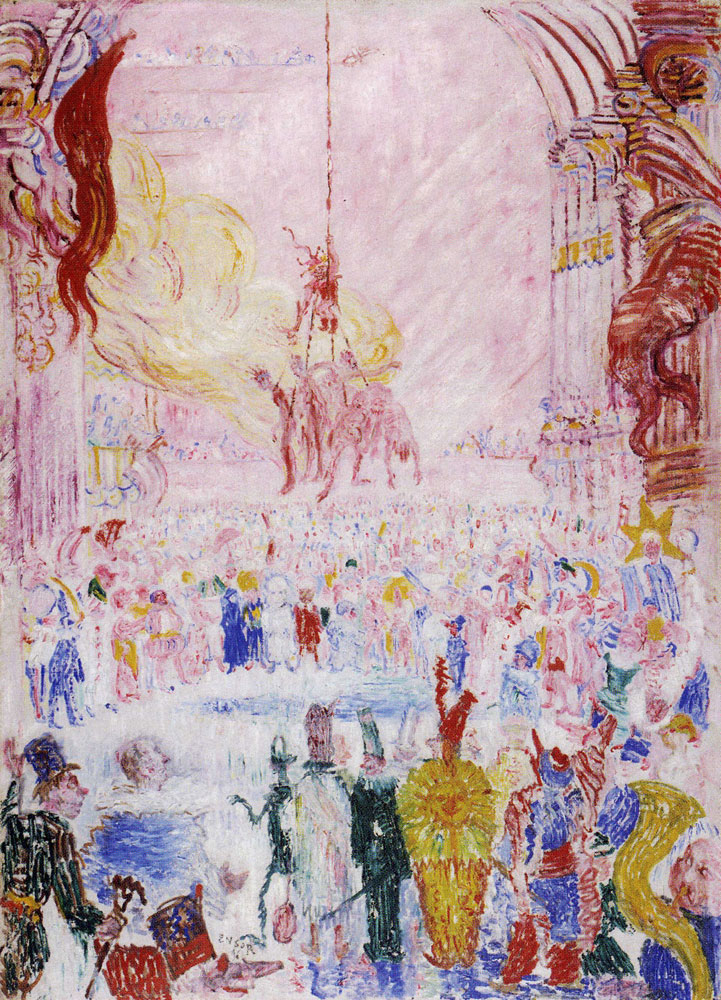
La vendetta di Hop-Frog, olio su tela di James Ensor (1896)

A causa dell'elevata combustibilità dei materiali del travestimento gli otto non hanno scampo e presto di loro non resta che una orribile massa annerita e irriconoscibile.
Dopo questa atroce vendetta Hop-Frog e Trippetta spariscono senza lasciar traccia, probabilmente per fare ritorno verso il loro Paese di origine.

## Ispirazione
- La vicenda raccontata richiama l'episodio del Ballo degli Ardenti (1393), che vide protagonista Carlo VI di Francia.

## Edizione di riferimento
- E. A. Poe, Hop-Frog (traduzione di Delfino Cinelli), in Opere scelte (a c. di Giorgio Manganelli), Milano, Arnoldo Mondadori Editore, 1971, pp. 927-938.